# Brentwood (Los Ángeles)
Brentwood  es un barrio del oeste de Los Ángeles, California, Estados Unidos.
Brentwood Heights es un área no incorporada ubicada en el condado de Los Ángeles, en el estado estadounidense de California.

## Geografía
Brentwood Heights se encuentra ubicada en las coordenadas 34°3′49″N 118°28′29″O / 34.06361, -118.47472.

## Educación
El Distrito Escolar Unificado de Los Ángeles gestiona las escuelas públicas.
- Escuela Primaria Kenter Canyon
- Brentwood Science Magnet Elementary School
- Escuela Media Paul Revere Charter Middle School

Dos escuelas preparatorias (high schools) sirven a Brentwood, la Preparatoria University en West Los Ángeles y la Escuela Preparatoria Palisades Charter, en Pacific Palisades.
La Biblioteca Pública de Los Ángeles gestiona la Biblioteca Sucursal Donald Bruce Kaufman Brentwood.